# Момпантеро
Момпантеро (итал. Mompantero) — коммуна в Италии, располагается в регионе Пьемонт, в провинции Турин.
Население составляет 678 человек (2008 г.), плотность населения составляет 25 чел./км². Занимает площадь 30 км². Почтовый индекс — 10059. Телефонный код — 0122.
Покровительницей коммуны почитается Пресвятая Богородица  (Богоматерь Роччамелонская), празднование 5 августа.

## Демография
Динамика населения:

## Администрация коммуны
- Официальный сайт: http://www.comune.mompantero.to.it/